# نائومی هارتلی
نائومی هارتلی (انگلیسی: Naomi Hartley؛ زادهٔ ۱ دسامبر ۲۰۰۱) بازیکن فوتبال اهل بریتانیا است.
از باشگاه‌هایی که در آن بازی کرده‌است می‌توان به باشگاه فوتبال زنان لیورپول اشاره کرد.
وی همچنین در تیم‌های ملی فوتبال England women's national under-17 football team و England women's national under-19 football team بازی کرده‌است.